# Чужденецът
 Тази статия е за романа.  За българския филм вижте Чужденецът (филм).  
„Чужденецът“ (на френски: L’Étranger) е първият роман на Албер Камю, публикуван през 1942 г. Заедно с философското есе „Митът за Сизиф“, издаден в същата година, и с пиесите „Калигула“ и „Недоразумението“, появили се две години по-късно, книгата е реализация в един „цикъл за абсурда“, замислен и осъществен от Камю. Романът има безспорен успех не само сред съвременниците на издаването, но остава и една от знаковите книги в съвременната френска литература. В годините след Втората световна война успехът на „Чужденецът“ се смесва с възхода на екзистенциализма, при все че не бива да се слага равенство между тях. Между Камю и екзистенциалисткия кръг около Сартр има дистанция, която прераства в разрив след публикуването в 1951 г. на „Разбунтуваният човек“ (1951). Екзистенциализъмът е течение в историята на европейската философия, обвързано с философия на съществуването. Гледната точка на Камю се основава върху абсурдната философия – личността търси смисъла на съществуването дори на предела на безсмислието. Три са основните теми, лесно разпознаващи се в творчеството на Камю – абсурда, бунта срещу абсурдното и любовта.

## Чужденецът
| „             | „Чужденецът“ е класически издържано произведение, създадено относно абсурда и в противовес на абсурда. | “ |
| Жан-Пол Сартр | |   |

| „          | В нашето общество един човек, който не плаче на погребението на майка си, рискува да бъде осъден на смърт. Звучи парадоксално, но мисълта ми е, че героят от книгата бива осъден, защото не играе по правилата. В този смисъл той е чужд на обществото, в което живее, и блуждае встрани от него, из покрайнините на личния си живот, самотен и сетивен. Ето защо читателите се опитват да го възприемат като отрепка. Но не е така. Всъщност Мьорсо просто отказва да лъже, „Чужденецът“ е историята на един човек, който без героическо поведение приема да умре заради истината. За мен Мьорсо не е отрепка, а беден и гол човек, влюбен в слънцето, което не хвърля сенки... Чрез него се опитах да изобразя единствения Христос, който ние заслужаваме. | “ |
| Албер Камю | |   |

„Чужденецът“ е произведение, което акцентира върху разрива между човека и света. Като типична творба на екзистенциализма, смисълът в „Чужденецът“ се оказва непостижим в света, защото се намира отвъд него, а наближаващата смърт присъства с неясни намеци за възможен изход от абсурдността. Основна е идеята, че няма рационално обяснение или ясен ред в непредзададеностите на живота. Тази тенденция е изведена от Камю с понятието за абсурд. Тъй като хората намират това трудно или невъзможно да се приеме, те постоянно търсят и полагат рационални обяснения и структури дори когато няма такива. Ако няма трансцендентален смисъл на живота и няма живот отвъд този живот, всичко, което е останало, е самият физически свят. Романът по протежение на цялата фабула не изпуска от фокус пейзажа като един своебразен безстрастен наблюдател на абсурда на човешкото съществуване.

### Абсурдът на Камю
„Чужденецът“ е роман, разгръщащ и актуализиращ вече познатите идеи на екзистенциализма, през призмата на Албер Камю. При осмисляне на текста е необходимо да бъдат осмислени някои ключови философски понятия.
Според екзистенциалистите няма смисъл в живота, въпреки всички избори, които е осъден да прави човек, в осъзнатото си и сиво битие. Живото създание е разглеждано не като венец на творението, а напротив, като малка молекула, недоеволюирала, чието развитие вечно ще се подлага под съмнение. Ницше казва: „Човекът е въже, опънато между животното и свръхчовека – въже над пропастта. Ценното в човека е това, че той е мост, а не цел.“ Сякаш човекът е нещо преходно, фаза от една цяла метаморфоза, която ще се развива неопределено време. Човекът не е цел, а средство за постигане на целта. Но каква би била целта в едно безсмислено битие? И имат ли смисъл целите, когато всичко ще бъде забравено някога? Без значение е направеното от нас приживе, щом един ден ще дойде смъртта и ще затули всичко под себе си. Всяка радост, болка, всеки копнеж, страх и всяко желание няма да имат значение. Постигането на самите нас е невъзможно, дори под въпрос е подложено и съществуването на личността като самостоятелна и неповлияна от другите, както твърди Сартр. Именно на този етап в разсъжденията ни Албер Камю сякаш дава пътеводна светлина на осмислянето и тълкуването на целта и средството, загатнати по-горе. Абсурдът на Камю дава яснота именно върху това какъв е смисълът да сме средство, когато целта не поражда смисъл. Той разглежда човека като мислещо същество, задаващо въпроси и търсещо отговори. Парадоксът идва във връзката със света, а не в отделно съществуващите човек и свят. Нямаме определен източник, институция или предмет, към който да зададем всички интересуващи ни въпроси, затова сами измисляме отговори, а на тези отговори, измислени и пригодени от нас за нас самите, изграждаме света, в който живеем. Абсурдното в човека е търсенето на смисъл, където го няма. Сам индивидът не е абсурден, средата също не е абсурдна, нито светът, но събрани човек и свят създават противоречията. Това е и трагедията, да търсиш несъществуващото. Когато осъзнаем безсмислието на лутането и цялата болка от неразбирането на битието, тогава ще бъдем готови да живеем живота си. Това се случва и с Мьорсо, именно такъв герой е избрал да ни представи Камю. Един човек, осъзнал абсурда в себе си и така открил своята непоклатимост в духовен план, в същото време отхвърлен от социума със стигмата – убиец. Героят в същината си показва абсурда. Неспособността да покаже емоция при загубата на майка си и да отвърне на любовта на Мари са показатели точно за осъзнатия абсурд, разбирането, че понятия като любов, смърт и страдание в основите си още са сгрешени, и че дори по социопатски –сякаш няма грешни решения и подходи. Мьорсо вижда безсмислието на избора, избора на поведенчески модел, избора да се престориш, избора дори да следваш изградените морални устои на социума. Духовното изглежда отсъстващо, не защото не съществува, а защото е вече осъзнато, осмислено и преработено през екзистенциалната представа, единственото, което остава в случая, са физическите усещания – пространствената ограниченост в затвора, мисълта, която винаги ще ни съпътства, и изгарящото очите ни слънце.

## Образът на слънцето
Образът на слънцето в текста се явява като провокатор на убийството. На пръв поглед абстрактно пресъздаден, но силно символно натоварен образ на нещо по-дълбоко. Слънцето сякаш изгаря очите на героя и успява да обостри сетивата му за физическата болка, така той разбира, че свързването на човек със света е немислимо и отблъскващо, също както акта на вглеждане в неконтролируемата сила на слънчевата светлина. Осъзнавайки немислимото сливане, става ясна и непотребността от градените морални устои. Мьорсо вече знае, че пред него единствена пречка би била смъртта и може би самото убийство е вид себедоказване, с идеята да се извиси над собствената си осъзната незначителност. Друг прочит на пасажа би довел до мисълта, че Мьорсо просто е показан в ролята на осъзнат спасител, тъй като взима пистолета от своя приятел, защото знае какво би се случило, ако друг извърши убийството. Той може би вижда в себе си някакъв вид превъзходство, поради осъзнатостта, с която гледа на всичко случващо се, подобно на идеята за великите хора, описана в „Престъпление и наказание“ от Достоевски, а Албер Камю е в голяма степен вдъхновен от руския писател. Мьорсо знае, че може да понесе последиците от всяко действие и избор, макар заслепен и сякаш в транс, той натиска спусъка няколко пъти, за да докаже увереността в действието си и хладнокръвието на ума. До самия финал на книгата той остава спокоен и отдръпнат от всеобщата идея за нормалност, отказва да се изповяда и премисля идеята за смъртта, като я величае до най-значимото събитие в човешкия живот: „Как не бях осъзнал, че нищо не е така важно, както изпълнението на смъртно наказание, и че това всъщност е единственото наистина интересно нещо за всеки човек! ”.
Смъртта е щастие за човека, комуто всичко друго са отнели. Смъртта е свобода и не бива хората да са безсмъртни, защото нямаше да бъдат хора, затова пред смъртта всички сме равни и осъзнаваме, че нищо не ни е останало, освен бледното желание да бъдем запомнени с нещо, знаейки, че забравата ще дойде рано или късно като поредно доказателство за пропиляния ни живот. Ето го абсурдът, отделяме цялото си време да търсим смисли, които не могат нито да бъдат предадени, нито запомнени, защото са наша собствена проекция и не са за всекиго еднакви като природните стихии. В този момент на последен допир със света на живото – екзекуцията, няма достойнство, няма и морал, остава единствено егото, сякаш жадно за внимание и провокация. Провокация на умовете, може би някой някъде там би осъзнал същата безсмисленост, която съпътстваше Мьорсо и може би това щеше да е краят на личностната му самота в света. „За да бъде всичко изчерпано, за да се чувствувам по-малко самотен, оставаше ми просто да пожелая да има много зрители в деня на моята екзекуция и те да ме посрещнат с викове на омраза.“

## Персонажи
- Мьорсо – Главният герой е и самият разказвач, и човекът, за когото се отнася заглавието на романа. Мьорсо е отделена фигура, която разглежда и описва голяма част от това, което се случва около него от отстранена позиция. Той е емоционално безразличен към другите, дори към майка си и любовницата си – Мари. Той също така отказва да се придържа към приетия морален ред на обществото. След като Мьорсо убива човек т.нар. – „арабинът“, без видима причина, той е изправен пред съд. Въпреки това, фокусът на делото за убийството на Мьорсо бързо се пренасочва от самото убийство към вижданията и моралните ценности на самия Мьорсо. Атеизмът на Мьорсо и липсата на каквато и да е емоция, но най-вече на скръб при погребението на майка му, представляват сериозно предизвикателство за морала на обществото, в което живее той. Точно това е и причината образът на Мьорсо да съвпада със заглавието „Чужденецът“.

- Мари Кардона – Мари е бивша колежка на Мьорсо, а впоследствие и негова любовница. Тяхната афера се заражда на плажа, точно ден след погребението на майка му. Героинята е млада, бодра и излъчва физическа красота, която всъщност привлича Мьорсо. Мари желае да сключат брак, но той е безразличен. На фона на Мьорсо, тя изглежда по детски наивна и чиста. Те са сякаш на различни честоти, въпреки времето прекарано заедно.

- Ремон – Местен сводник и съсед на Мьорсо. Ремон се ядосва, когато заподозира, че любовницата му му изневерява и в плана си да я накаже, той взима за подкрепление Мьорсо. За разлика от характера на Мьорсо, обзет от непукизъм и от желязно спокойствие, Ремон се държи с емоционално и бурно. Той също е насилствен към любовницата си. От двамата араби на плажа, единият се оказва брат на любовницата му. Ремон изглежда използва Мьорсо, когото лесно може да убеди да му помогне за каквото и да е злодеяние. Фактът, че Ремон се опитва да помогне на Мьорсо с показанията си по време на процеса, показва, че Ремон наистина притежава известна способност за лоялност, която граничи с вътрешно чувство за вина, защото иначе той щеше да бъде затворникът. Това поставя под въпрос цялата идея за доброжеланието, като разкрива вътрешните подбуди на индивида да прави добро другиму, а подбудите най-често са или чувство за вина или лична изгода.

- Майката на Мьорсо – Смъртта на мадам Мьорсо дава старт на романа. Три години преди това Мьорсо я е изпратил в дом за стари хора. Мьорсо се припознава с майка си и вярва, че тя споделя много от нагласите му за живота, включително любов към природата и способността да се примири с всяка новосъздала се ситуация. Мьорсо решава, че към края на живота си майка му би трябвало да е прегърнала „безсмислена вселена“ и да е живяла за момента, точно както той прави.

- Свещеникът – Свещеник, отговаря на религиозните нужди на осъдените мъже, свещеникът действа като катализатор за психологическото и философското развитие на Мьорсо. След като Мьорсо е признат за виновен в убийство и осъден на смърт, той неколкократно отказва да види свещеника. Свещеникът така или иначе посещава Мьорсо и даже изисква да се утеши в Бог. В крайна сметка Мьорсо се вбесява и гневно твърди, че животът е безсмислен и че всички хора са осъдени да умрат. Този аргумент затвърждава изцяло вярванията и твърденията на Мьорсо за безсмислието на живота. Два опозиционни образа, сблъскани чрез най-старата форма на търсене на истината а именно – полемиката. Дебат, в който няма правилен и грешен отговор, но силни характери, всеки прав за себе си.

- Тома Перез – Един от възрастните жители в дома за стари хора, където е живяла майката на Мьорсо. Преди смъртта на мадам Мьорсо, с Перес са станали толкова неразделни, че останалите жители се шегуват, че той е неин годеник. Връзката на Перез с мадам Мьорсо е една от малкото истински емоционални връзки, които романът изобразява. Перез, като човек, който изразява любовта си към мадам Мьорсо, служи като антипод на безразличния разказвач.

- Съдия-следователят – Магистратът разпитва Мьорсо няколко пъти след ареста му. Дълбоко обезпокоен от очевидната липса на скръб и емоция у Мьорсо след смъртта на майка му, съдия-следователят размахва разпятие срещу Мьорсо и иска да знае дали вярва в Бог. Когато Мьорсо потвърждава атеизма си, съдия-следователят заявява, че смисълът на собствения му живот е застрашен от липсата на вяра на Мьорсо. Магистратът представлява обществото, тъй като той е застрашен от необичайните, аморални вярвания на Мьорсо. Следователят е образът на закона и реда, неоспорим и винаги прав, константен и дори вечен.

- Селест – Собственикът на кафене, в което Мьорсо често обядва. Селест остава лоялен към Мьорсо и по време на делото за убийството. Той свидетелства, че Мьорсо е честен и почтен човек, заявява, че лошият късмет е накарал Мьорсо да убие арабина. Твърдението на Селест, че убийството не е имало рационална причина и е просто случай на лош късмет, разкрива светоглед, подобен на този на Мьорсо.

- Масон – Един от приятелите на Реймънд, който кани Реймънд, Мьорсо и Мари да прекарат неделя в къщата му на плажа с него и съпругата му. По време на това злополучно пътуване до къщата, Мьорсо убива арабина. Той свидетелства за добрия характер на Мьорсо по време на процеса.

- Саламано – Един от съседите на Мьорсо. Саламано си има старо куче, което страда от краста и той често го псува и бие. Но след като Саламано губи кучето си, той плаче и копнее за завръщането му. Силната му мъка от загубата на кучето му контрастира идеално с безразличието на Мьорсо след кончината на майка му и показва двете възможни реакции в доста подобна ситуация.

- Арабинът – Братът на любовницата на Ремон. В неделята, в която Ремон, Мьорсо и Мари прекарват в къщата на Масън на плажа, Мьорсо убива арабина с пистолета на Ремон. Престъплението е представено мистично, чрез ясно изразения образ на слънцето. Това прави още по-странно и трудно за разбиране престъплението от страна на съда.

## Сюжет
Внимание:  Текстът по-долу разкрива сюжета на произведението (или части от него)!
Част първа
Глава 1
Романът започва с оповестяване на главния герой за смъртта на майка му. Така той заминава за Маренго, където се намира старческият дом, в който е пребивавала майка му. Прекарва една нощ там, а на следващия ден е погребението. В деня преди и на погребението се запознава с директора на дома, както и с приятелите на майка си, но това не го впечатлява. Той приема смъртта на майка си равнодушно. Не го трогват дори риданията на нейни приятели и близки. За разлика от тях, той не проронва и една сълза и дори не знае на колко години всъщност е била собствената му майка.
Глава 2
Господин Мьорсо отива на плажа, където среща Мари Кардона – бивша машинописка в неговата канцелария, която „на времето е пожелал и тя него също“, но Мари напуснала и така пътищата им се разделили. По-късно вечерта отиват на кино. Когато на сутринта Мари си тръгва от дома на Мьорсо, той прекарва неделята сам в апартамента си, който му е вече голям, след като майка му я няма и сега живее само в една от стаите. Главният герой ненавижда неделите и до края на деня не прави нищо повече от това да пуши цигари и да наблюдава главната улица на предградието, накъдето е изгледът от стаята му.
Глава 3
Господин Мьорсо се среща със съседа си по етаж – Саламано, който е придружен от кучето си. Шпаньолът има кожна болест, причиняваща му лишеи, а тъй като живеят само двамата, старият му стопанин започва да прилича на него – има червени лишеи по лицето и редки косми. Според Мьорсо те се мразят – всеки път, когато излезе на разходка, кучето дърпа стопанина си, докато не се спъне, а той пък започва да го бие и ругае. Кучето се свива от ужас и се оставя да го влачат. По някое време, забравило, кучето отново започва да тегли стария, а той отново го бие и ругае. И този сценарий се повтаря всеки ден по два пъти – точно в единадесет и шест часа, в продължение на осем години.
След това среща втория си съсед по етаж – Ремон Синтес, който го кани в дома си. След литър вино Ремон разказва историята си на господин Мьорсо. Споделя за любовницата си, която го е измамила, и за отмъщението, което търси, и иска помощ и съвет от Мьорсо. Той се съгласява и пише едно писмо до въпросната дама, от което „да я заболи“, каквото е желанието на Ремон.
Глава 4
След седмица Ремон идва да осведоми Мьорсо, че писмото е изпратено. Мари и Мьорсо обядват заедно в неговия дом. Тя му задава въпроса дали я обича, а той отговаря отново по типичния за него равнодушен начин, „че това няма никакво значение, но по-скоро не“. Паралелно с разговора им в дома на Ремон се чува скандал. Той се кара с жената, на която е ядосан и до която изпрати писмото, написано от господин Мьорсо. От апартамента се чуват толкова силни крясъци, че на всички им става ясно, че Ремон зверски пребива жената и викат полиция. Малко след суматохата, по молба на Ремон, Мьорсо се съгласява да свидетелства, че „уличницата“ му е изневерявала.
Когато се връщат от полицията, те срещат стария Саламано, който е изгубил кучето си. Въпреки че отново мрънка и го нарича „мърша“, той е разтревожен. Дори по-късно Мьорсо го чува да плаче.
Глава 5
Ремон кани Мьорсо и Мари на вилата му край Алжир в неделния ден. Следват два разговора, в които Мьорсо отново показва равнодушието си към живота. Първо шефът му му споделя, че има намерение да отвори бюро в Париж и че смята това за чудесна възможност за реализация за неговия работник, тъй като е още млад, но господин Мьорсо не се впечатлява и отговаря, че му е все едно. Същото отношение получава и Мари, когато по-късно го пита дали би се оженил за нея.
Глава 6
Неделя е и според уговорката заминават на вилата край морето на Ремоновия приятел – Масон. Там забелязват двама араби, които приближават към тях. Става сбиване, вследствие от което Ремон е прободен в ръката с нож и с разцепена уста. Намират лекар, който прекарвал неделите си край платото и той го превързва и го уверява, че не е сериозно ранен. Ремон настоява да слезе до плажа и Мьорсо го придружава.
Двамата дълго вървят по плажа, под убийственото слънце и сред тихия шум от морето. Изведнъж се натъкват на двамата араби от по-рано, Ремон е ядосан и вади от джоба си револвер. Когато Ремон го подава на Мьорсо слънцето се спуска по него, но тогава арабите се промъкват зад скалата, а Ремон и Мьорсо се връщат обратно.
Връщайки се в къщата, Мьорсо се чувства замаян от слънцето. Той седи на първата стълба и това да се качи или да остане под слънцето му се вижда еднакво трудно и решава да се върне на плажа и да продължи да върви. Горещината го потиска, слънчевите лъчи, отразяващи се в пясъка, го карат да стиска юмруци и да стяга челюстите си. Решава да се насочи към скалата, мечтаейки за хладния извор и сянката. Но когато приближава вижда, че човекът на Ремон – арабинът, се е върнал. Той вади ножа си, който проблясва на слънцето, а Мьорсо веднага хваща револвера на Ремон в джоба си. Мьорсо чувства само парещото слънце. Чувства как „морето разлива тежко палещо дихание“, а небето „се разтваря надлъж и нашир и завалява огън“. Тогава спусъкът поддава и Мьорсо разбира, че е „разрушил равновесието на деня“. Следват още четири изстрела, които са като „четири кратки удара“, с които Мьорсо „почука на вратата на нещастието“.
Част втора
Глава 1
Арестуват Мьорсо и следват разпити. Адвокатът му и следователят са изненадани от равнодушието, с което приема постъпката си, въпреки че се смята за и осъзнава, че е престъпник. Наричат го „антихрист“ и със „закоравяла душа“.
Глава 2
Мьорсо вече е в затвора от няколко месеца. Мари му идва на свиждания всяка събота. Споделя, че първите месеци за него са трудни, но в крайна сметка, както казвала майка му често, с всичко се свиква. Най-много му липсват жените. Не мисли специално за Мари, а като цяло за всички жени, които е пожелавал. Също и цигарите, но и с това свиква. Прекарва времето си в спомени. На свой ред Мари му изпраща писмо, в което обяснява, че не може повече да се срещат, тъй като не са женени.
Глава 3
Денят на делото. Мари, Ремон, Масон, Тома Перез (близък приятел на майката от дома), директорът на старческия дом и Саламано са свидетели. Първо привикват директора, който разказва за деня на погребението и споделя изненадата си от безчувствените реакции на сина тогава. Следва портиера от дома, който потвърждава историята. Мьорсо разбира за първи път, че е виновен. Следващият свидетел е Селест, който споделя, че според него всичко е просто едно нещастие, а Мьорсо признава пред себе си, че след тези думи за първи път у него се появява желанието да целуне един мъж. Следва Мари. След нейния разпит прокурорът заявява, че няма повече въпроси. След това вече никой не слуша Масон и Саламано, които заявяват, че Мьорсо е добър човек. Последен е Ремон, прокурорът изтъква фактите за написаното писмо от Мьорсо към любовницата на Ремон, както и за фалшивите показания срещу любовницата. Казва, че е всеизвестно, че Ремон не е магазинер, както твърди, а сутеньор. Накрая прокурорът отново прави връзка между погребението на майката на Мьорсо и убийството, като заявява твърдо, че обвинява сина, задето е „погребал майка си със сърце на престъпник“. Мьорсо осъзнава, че нещата не вървят добре. Заседанието е закрито.
Глава 4
Цялото: Тече втори съдебен процес по обвиненията срещу Мьорсо, който нито за миг не показва вълнение или пък съжаление. Прокурорът смята, че той е едно бездушно чудовище, неспособно да придобие душа и да бъде част от обществото, затова осъжда Мьорсо на смърт. След мъчително чакане, Съдът обявява да му бъде отсечена главата“ на публично място в името на френския народ”.
Глава 5
Мьорсо чака обжалването и размишлява. Преценя двете възможности – ако бъде и ако не бъде помилван. Заключава, че и да не бъде помилван все някога ще умре – дали днес, или след 20 години няма особено значение. Мисълта да го оставят жив му носи радост – кръвта му кипва и му идва да скача от щастие. Три поредни пъти отказва срещата със свещеник. Сеща се, че Мари не му е писала отдавна и решава, че е мъртва. Казва си, че щом е мъртва вече не го интересува.
Мьорсо се среща със свещеника. Той го пита дали е вярващ, а Мьорсо отговаря, че не е и че това няма значение. Свещеникът му споделя, че според него обжалването ще бъде прието, но Мьорсо ще трябва да се освободи от греха, който носи. В отговор на това осъденият казва, че не знае какво е това грях – от присъдата си е разбрал само, че е виновен. А сега си плаща вината и нищо повече. След като отчето му казва, че сърцето му е сляпо и ще се моли за него, нещо в Мьорсо се пречупва. Той започва да вика, да ругае свещеника, хваща го за яката на расото. Излива целия си натрупан гняв. След като пазачите изкарват свещеника от килията на Мьорсо, той се „отдава на нежното безразличие към света“. Чувства, че е бил щастлив и че още е щастлив. Но за да бъде по-малко самотен сега му остава просто да чака деня на екзекуцията си и да се надява да има много зрители, които да го „посрещнат с викове на омраза“.